# Contarinia dalbergiae
Contarinia dalbergiae är en tvåvingeart som beskrevs av Mani 1942. Contarinia dalbergiae ingår i släktet Contarinia och familjen gallmyggor. Inga underarter finns listade i Catalogue of Life.